# مسرد علم المكتبات والمعلومات

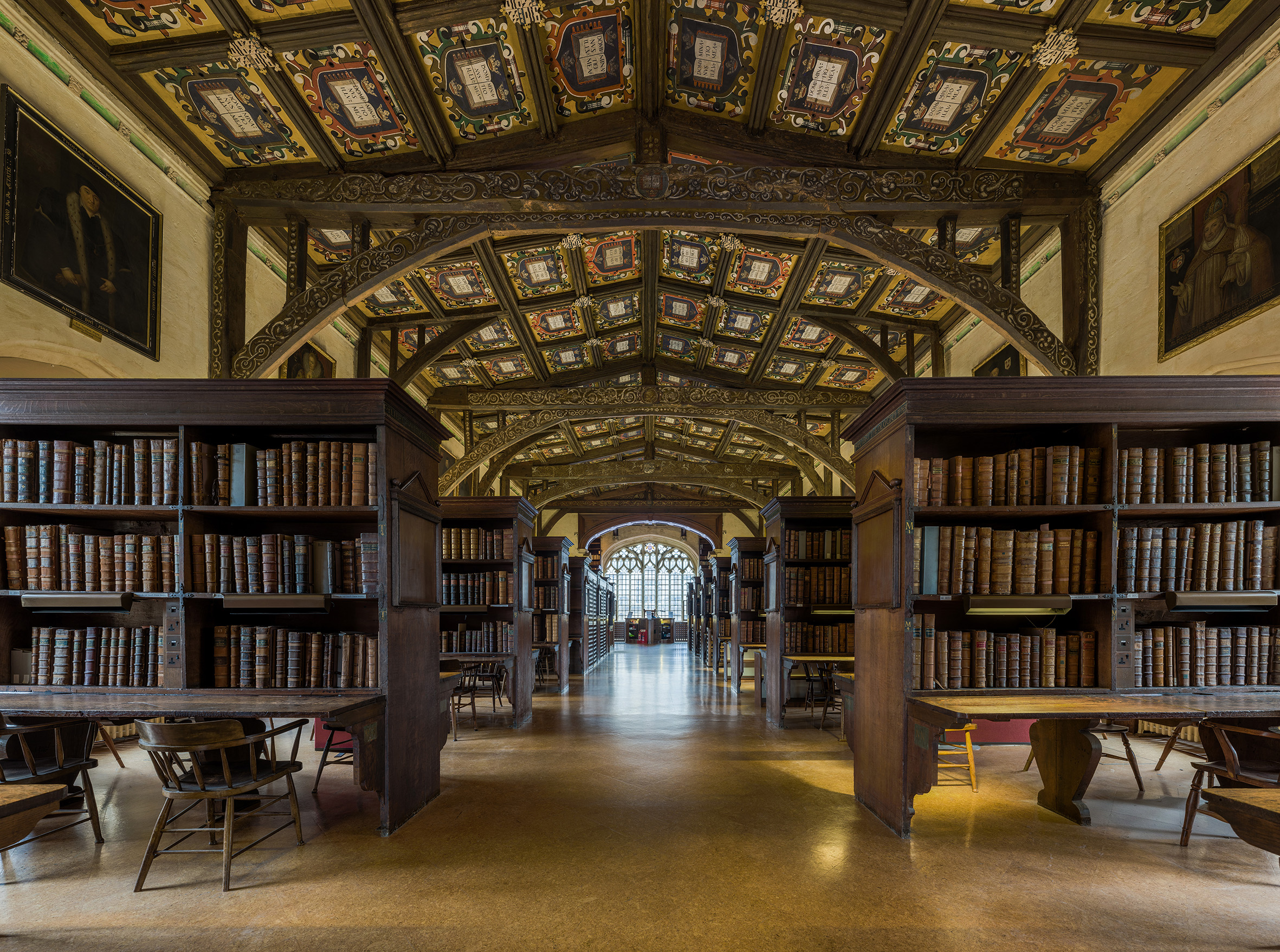
مكتبة

هذه الصفحة هي مسرد للمكتبات وعلم المعلومات

## ب
- برمجيات مفتوحة المصدر (ب م م) - هي البرمجيات التي يمكن التعديل على كودها المصدري

## م
- مكتبة 2.0 (الجيل الثاني للمكتبات) هو نموذج لشكل حديث من خدمة المكتبة، والذي يعكس التطور في عالم المكتبات في طريقة تقديم الخدمات للمستخدمين.[1][2][3]